# Pięciobój nowoczesny na Igrzyskach Panamerykańskich 2023
Pięciobój nowoczesny na Igrzyskach Panamerykańskich 2023 odbywało się w dniach 21–27 października 2023 roku w Escuela Militar Las Condes w Santiago. Sześćdziesięciu sześciu zawodników obojga płci rywalizowało łącznie w pięciu konkurencjach indywidualnych i zespołowych.

## Podsumowanie

### Klasyfikacja medalowa
| Klasyfikacja medalowa | Klasyfikacja medalowa | Klasyfikacja medalowa | Klasyfikacja medalowa | Klasyfikacja medalowa | Klasyfikacja medalowa |
| Miejsce               | Państwo               | Złoto                 | Srebro                | Brąz                  | Razem                 |
| --------------------- | --------------------- | --------------------- | --------------------- | --------------------- | --------------------- |
| 1                     | Meksyk                | 5                     | 2                     | 0                     | 7                     |
| 2                     | Ekwador               | 0                     | 1                     | 2                     | 3                     |
| 3                     | Gwatemala             | 0                     | 1                     | 1                     | 2                     |
| 4                     | Stany Zjednoczone     | 0                     | 1                     | 1                     | 2                     |
| 5                     | Kanada                | 0                     | 0                     | 1                     | 1                     |
| Razem                 | Razem                 | 5                     | 5                     | 5                     | 15                    |

### Medaliści
| Konkurencja            | 1. miejsce                                    | 2. miejsce                                          | 3. miejsce                                           |
| ---------------------- | --------------------------------------------- | --------------------------------------------------- | ---------------------------------------------------- |
| Indywidualnie mężczyzn | Emiliano Hernández                            | Duilio Carrillo                                     | Andrés Torres                                        |
| Sztafeta mężczyzn      | Meksyk · Emiliano Hernández · Duilio Carrillo | Stany Zjednoczone · Tristen Bell · Brendan Anderson | Ekwador · Bayardo Naranjo · Andrés Torres            |
| Indywidualnie kobiet   | Mayan Oliver                                  | Catherine Oliver                                    | Sophia Hernández                                     |
| Sztafeta kobiet        | Meksyk · Catherine Oliver · Mayan Oliver      | Gwatemala · Paula Valencia · Sophia Hernández       | Kanada · Kelly Fitzsimmons · Devan Wiebe             |
| Sztafeta mieszana      | Meksyk · Tamara Vega · Manuel Padilla         | Ekwador · Sol Naranjo · Andrés Torres               | Stany Zjednoczone · Jessica Davis · Brendan Anderson |